# Wybory prezydenckie w Gwinei Równikowej w 2002 roku
Wybory prezydenckie w Gwinei Równikowej w 2002 roku – wybory prezydenckie w Gwinei Równikowej przeprowadzone 15 grudnia 2002 roku. Wybory wygrał urzędujący prezydent Teodoro Obiang Nguema Mbasogo.
Uprawnionych do głosowania było 215 447 obywateli. Frekwencja wyniosła 98% (do urn poszło 211,104 mieszkańców Gwinei Równikowej). Głosów nieważnych było 554.
Wybory zostały sfałszowane.

## Wyniki
| kandydat                       | partia                                             | liczba głosów | wynik |
| ------------------------------ | -------------------------------------------------- | ------------- | ----- |
| Teodoro Obiang Nguema Mbasogo  | Partia Demokratyczna Gwinei Równikowej (PDGE)      | 204,367       | 97,06 |
| Celestino Bonifacio Bacalé     | Zjednoczenie na rzecz Demokracji Społecznej (CPDS) | 4,570         | 2,17  |
| Jeremías Ondo Ngomo            | Archivaldo Montero Biribé (UP)                     | 663           | 0,31  |
| Buenaventura Monsuy Asumu      | Bonaventura Monsuy Asumu (PCSD)                    | 501           | 0,24  |
| Secundino Oyono Edú-Aguong Ada | Carmelo Mba Bacale (APGE)                          | 449           | 0,21  |